# Hydriomena beldenae
Hydriomena beldenae är en fjärilsart som beskrevs av Guedet 1941. Hydriomena beldenae ingår i släktet Hydriomena och familjen mätare. Inga underarter finns listade i Catalogue of Life.